# Hilaire Kreins
Hilaire Kreins, né à Luxembourg le 7 décembre 1803 et mort à Saint-Josse-ten-Noode le 17 mars 1862, est un graveur et un dessinateur luxembourgeois actif en Belgique.
Ses œuvres sont notamment conservées au Rijksmuseum Amsterdam.

## Biographie

### Famille
Hilaire (Hilaire Antoine) Kreins, né à Luxembourg le 7 décembre 1803, est le fils d'Hubert Kreins (1762-1815), menuisier né à Saint-Vith, et de Marguerite Schmitt. Par sa sœur Susanne Kreins (1797-1863), Hilaire Kreins est le grand-oncle du général Jean-Baptiste Meiser,.

### Formation
Issu d'une famille modeste, Hilaire Kreins marque très tôt une prédilection pour le dessin. Ses parents l'inscrivent à l'école municipale de dessin attachée au collège de la ville de Luxembourg. Il y réalise des progrès sous le professorat de Pierre Maisonnet (d), et obtient durant plusieurs années consécutives les premiers prix.

### Carrière
Le 29 septembre 1821, Hilaire Kreins devient instituteur breveté et sous-maître à l'école gratuite des garçons pauvres de la ville de Luxembourg.
Peu avant 1827, il s'établit rue du Marché au Charbon à Bruxelles, ville qui lui offre la possibilité de vivre de son art. Il travaille dans les ateliers de Marcellin Jobard. Pour la première fois, il expose Le Matin, un dessin lithographié par ses soins au Salon de Bruxelles de 1827. 
Peu après la Révolution belge de 1830, il accepte l'emploi de commis expéditionnaire au commissariat de la Guerre et, en 1831, il devient premier graveur du dépôt du Ministère de la guerre. Hilaire Kreins garde ses fonctions relativement modestes (il devient employé de première classe en 1843 et sous-chef de bureau en 1846), qui ne l'occupent que durant les matinées, jusqu'à sa mort.
Hilaire Kreins expose deux représentations des Fables de La Fontaine au Salon de Bruxelles de 1833, où il obtient une médaille de vermeil. 
Hilaire Kreins meurt, célibataire, à l'âge de 58 ans, à son domicile rue de la Comète no 28 à Saint-Josse-ten-Noode, le 17 mars 1862. Ses funérailles ont lieu, deux jours plus tard, à l'église Sainte-Marie,.

## Œuvre

### Galerie

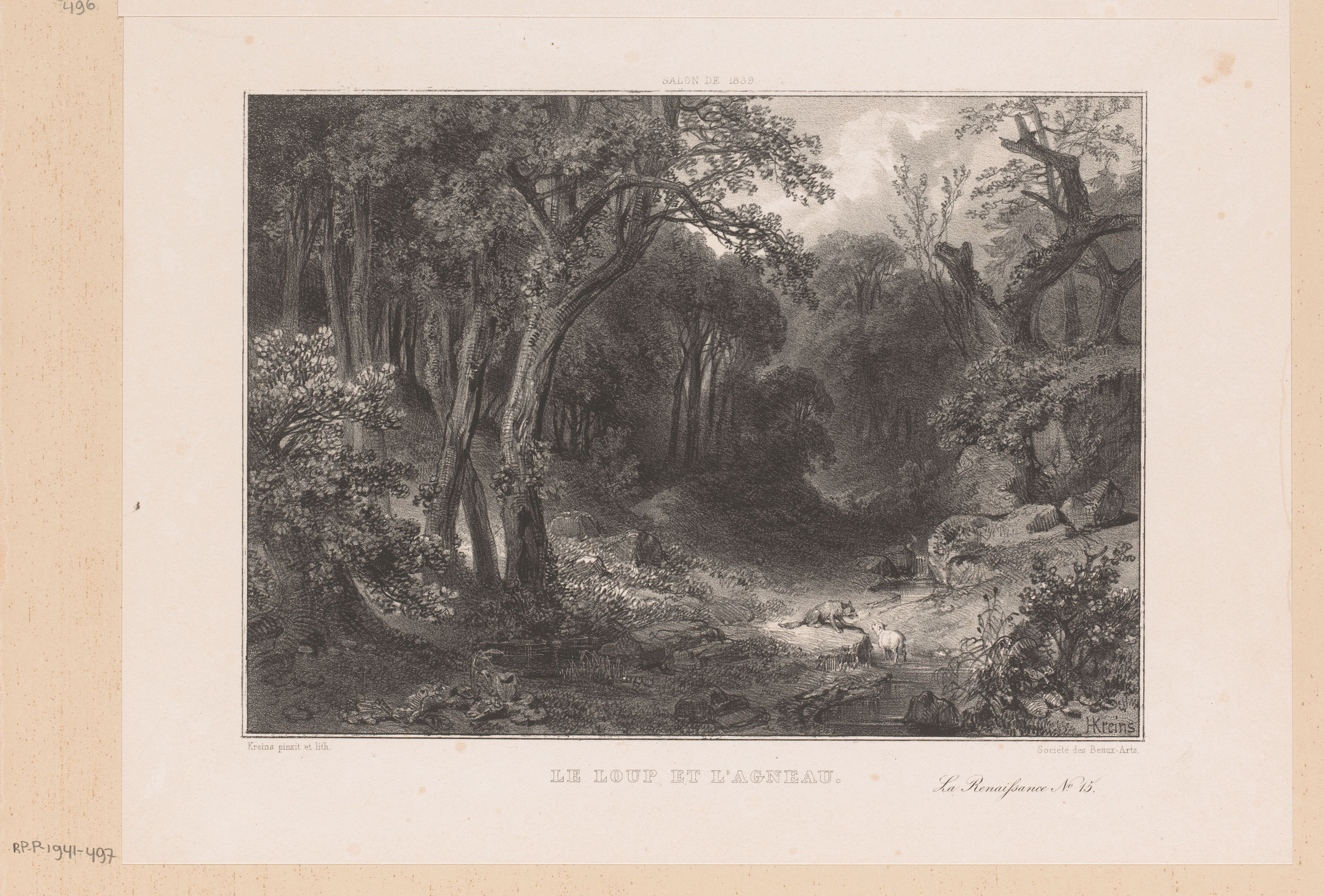
Le Loup et l'agneau, lithographie (1839-1840).
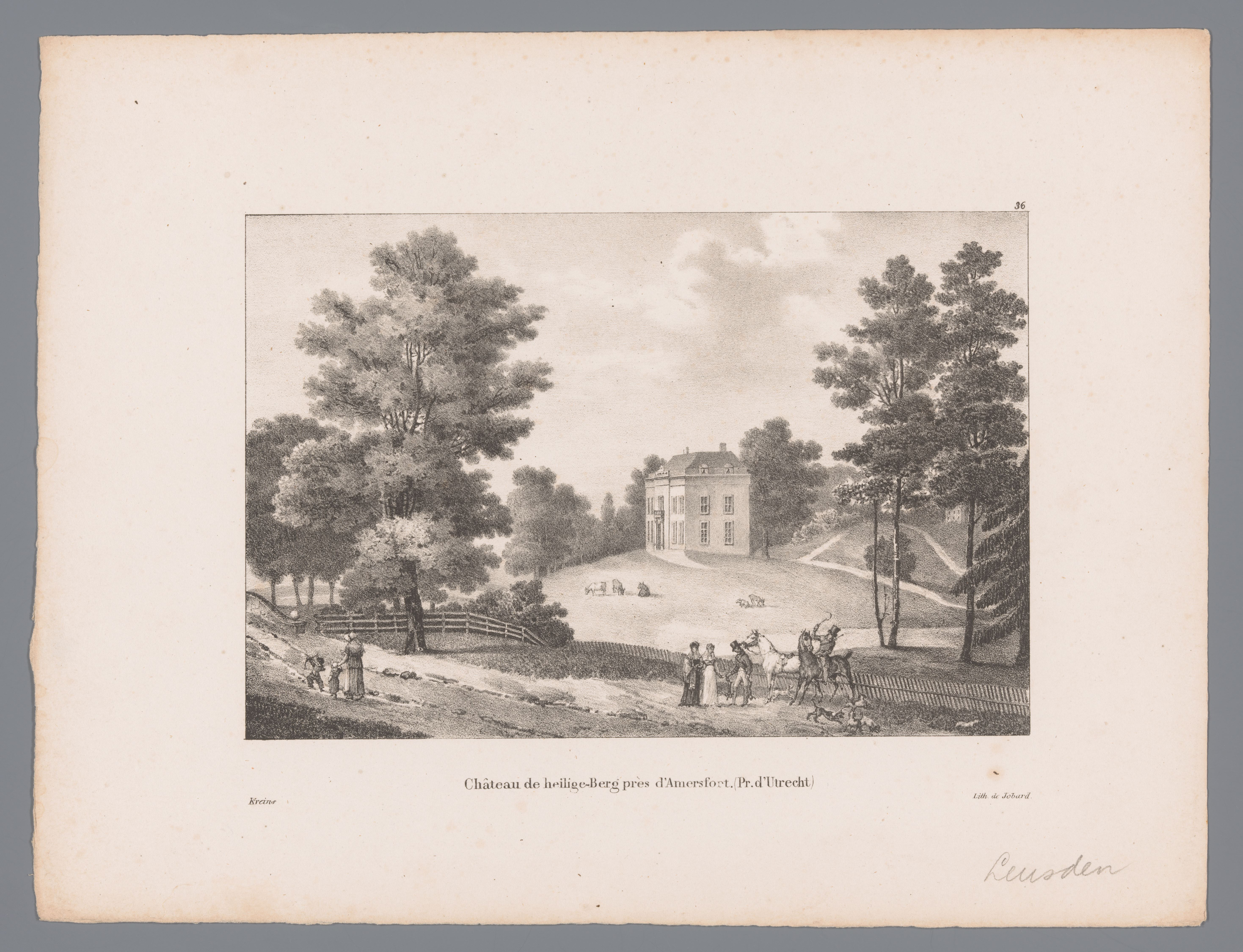
Le Château de Heiligenberg.
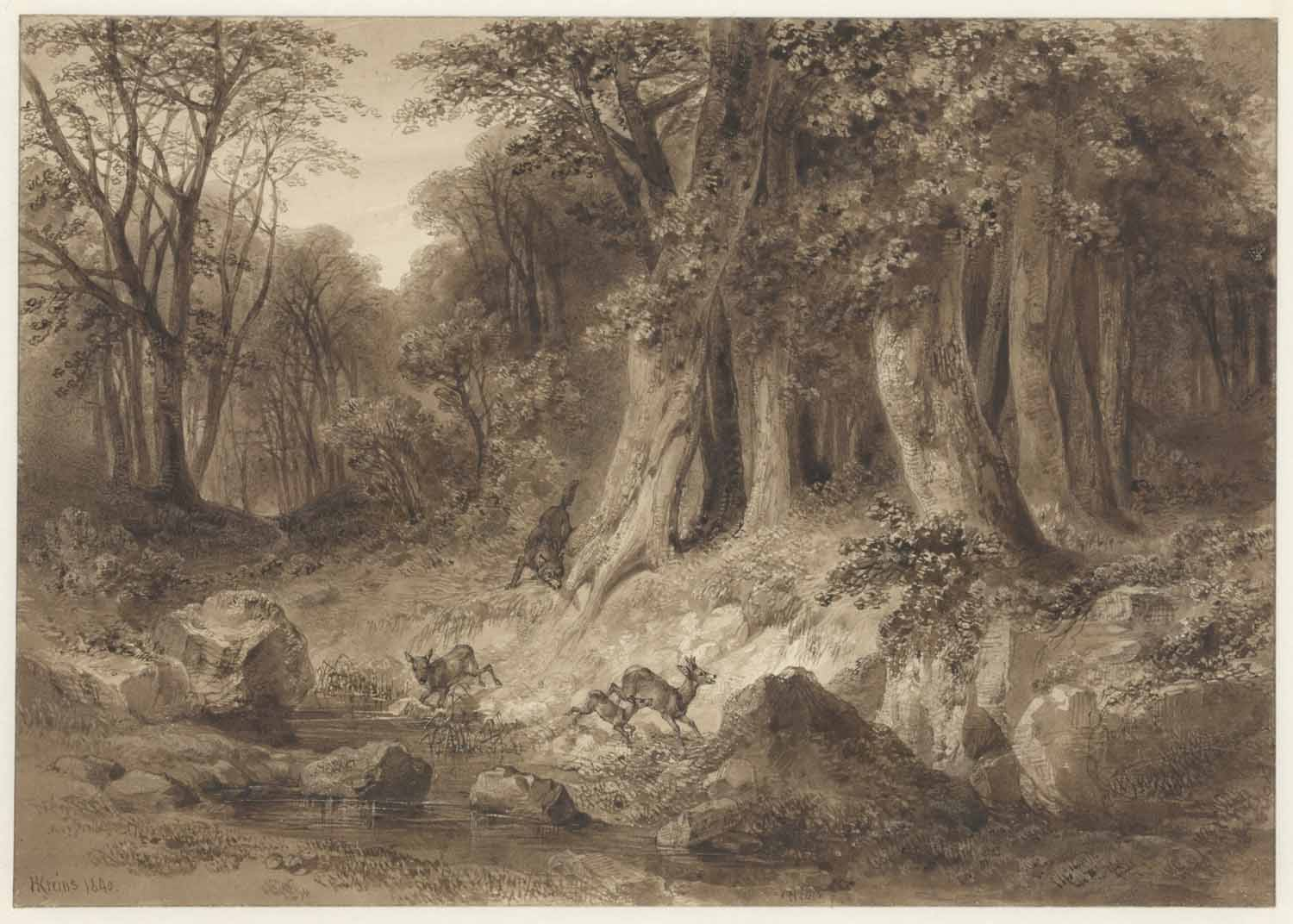
Dans une forêt, un loup poursuit trois cerfs, dessin à la sépia (1840).
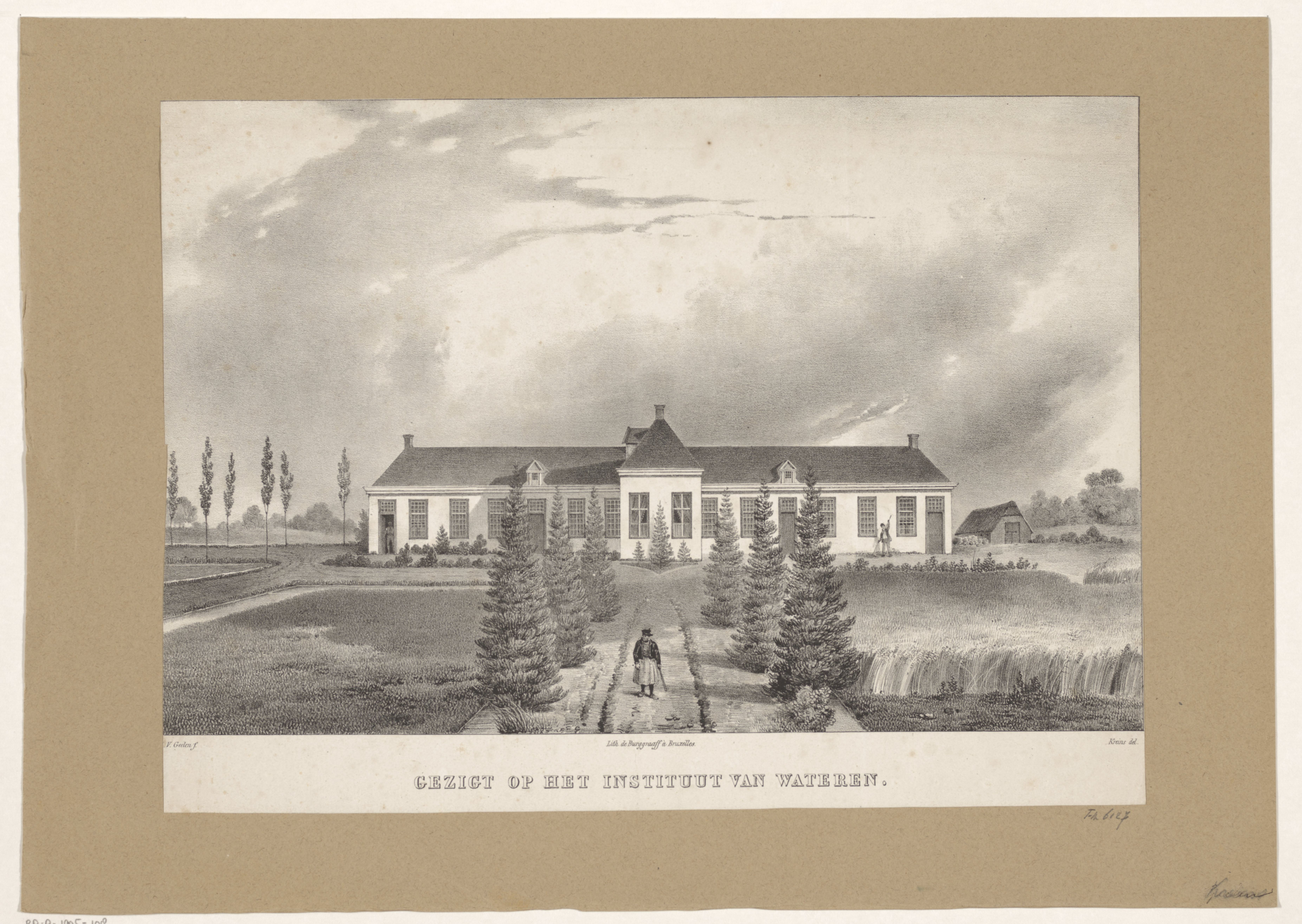
Institut d'enseignement agricole à Wateren, lithographie (1823).

### Caractéristiques
Hilaire Kreins réalise des dessins et des lithographies remarquées pour leur netteté et leur exactitude. Il produit de brillants paysages à la sépia représentant des vues de forêts ou de contrées montagneuses. La grandeur du caractère de ses œuvres est due à l'effet de contraste et le jeu magique de la lumière. Parmi les plus belles œuvres de ce genre, figurent les Fables de La Fontaine, telles que La Mort du bûcheron, Les Deux Mulets, L'Ourse et la Lionne ou encore Le Renard et la brebis. Il requiert parfois le concours de Jean-Baptiste Madou pour le dessin des figures. Il dessine également la figure, et la lithographie lui doit plus d'une brillante production, telles Une noce au XVIIe siècle d'après Henri Leys ou La Bataille de Woeringen par Nicaise De Keyser.

### Expositions
- Salon de Bruxelles de 1827 : Le Matin, dessin lithographié[4].
- Salon de Bruxelles de 1830 : Un prospectus lithographié[8].
- Salon de Bruxelles de 1833 : Les Deux mulets (figures de Jean-Baptiste Madou) et La Lionne et l'ourse (médaille de vermeil)[5].
- Salon de Bruxelles de 1839 : Le Loup et l'agneau, dessin à la sépia[9].
- Salon de Bruxelles de 1842 : Le Cerf se voyant dans l'eau[10].

### Collections muséales
- Rijksmuseum Amsterdam : vingt gravures et dessins[11].